# Teatro Nacional Radu Stanca
O Teatro Nacional Radu Stanca (em romeno: Teatrul Național Radu Stanca) é um teatro da cidade de Sibiu, na região histórica da Transilvânia, Roménia. Fundado em 1949 como Teatro do Estado de Sibiu, é a maior e mais importante sala de espetáculos de Sibiu. Tem o nome do dramaturgo e diretor teatral romeno Radu Stanca (1920–1962).
Apresenta uma média de cinco espetáculos por semana, tanto em romeno como em alemão, a segunda língua de Sibiu. Desde 1993 que a instituição que o administra organiza o Festival Internacional de Teatro de Sibiu (FITS ou Sibfest), o evento mais importante do seu género na Roménia. Em 2007 e 2016, o festival teve a participação de 70 países e em 2016 teve mais de 67 000 expectadores, o que, segundo a imprensa romena, faz dele o maior festival de teatro do mundo.

## História
O teatro em Sibiu remonta pelo menos ao século XVI. Em 1582, com o apoio das guildas locais, foi montada uma grande estrutura giratória na Piața Mare ("Praça Grande") para representação dos "Mistérios Medievais". Em 1787, o comerciante e tipógrafo saxão local Martin Hochmeister promoveu a fundação dum teatro na Turnul Gros ("Torre Grossa"). Nessa sala foram representadas peças de Shakespeare e de Molière, além de outras do iluminismo e do romantismo alemão, as quais estão documentadas numa revista em alemão sobre teatro fundada em Sibiu em 1778.
O edifício de 1787 foi devastado por fogos em 1826 e 1949, tendo sido reconstruído entre 1990 e 2004. Atualmente é a Sala Thalia, sede da Orquestra Filarmónica de Sibiu. No entanto, o Teatro Nacional Radu Stanca reclama-se herdeiro do teatro fundado por Hochmeister. O edifício atual do teatro foi construído em 1949, após o incêndio do teatro antigo.
O novo teatro foi inaugurado em 9 de dezembro de 1949, com o nome Teatro do Estado de Sibiu, com uma peça dirigida por Radu Stanca. Em 2005 foi rebatizado com o nome atual.